# Bahnhof Scheuerfeld (Sieg)
Der Bahnhof Scheuerfeld (Sieg) ist ein Abzweigbahnhof im Ort Scheuerfeld im Landkreis Altenkirchen (Westerwald) in Rheinland-Pfalz.

## Lage
Der Bahnhof Scheuerfeld liegt an der 1859 eröffneten Siegstrecke.
Im Personenverkehr wird er von der Regionalbahnlinie 90 der Hessischen Landesbahn von Limburg kommend über Westerburg und Altenkirchen nach Siegen im Stundentakt betrieben (Rheinland-Pfalz-Takt).
Scheuerfeld ist der Ausgangsbahnhof der Bahnstrecke Scheuerfeld–Emmerzhausen (Westerwaldbahn), welche im Eigentum der Westerwaldbahn GmbH ist, jedoch nur im Güterverkehr genutzt wird. Der Personenverkehr wurde 1960 eingestellt. Der Bahnhof der Westerwaldbahn liegt östlich des Staatsbahnhofes, südlich der Siegstrecke. Umsteiger mussten den Weg zwischen den beiden Bahnhöfen zu Fuß zurücklegen. Der Bahnhof der Westerwaldbahn kann heute nur noch von Osten aus angefahren werden.
Der Bahnhof Scheuerfeld liegt im Landkreis Altenkirchen in Rheinland-Pfalz, somit im Verbundgebiet des Verkehrsverbunds Rhein-Mosel (VRM). Der Tarif des Verkehrsverbund Rhein-Sieg (VRS) gilt im Landkreis Altenkirchen, sofern Start- oder Ziel der Fahrt im VRS-Gebiet liegen, der Tarif der Verkehrsgemeinschaft Westfalen-Süd (VGWS) für Fahrten mit Start- oder Zielbahnhof in deren Gebiet.
Der Bahnsteig ist ebenerdig erreichbar, er hat Tiefbahnsteige.
Die Regionalbuslinie 294 verkehrt auf der Route Kirchen–Scheuerfeld–Betzdorf.
Am Bahnhof befindet sich zudem eine Park-and-Ride-Anlage und ein Taxiparkplatz. Der Fernwanderweg Natursteig Sieg liegt in naher Umgebung.

## Linienpläne
| Linie | Verlauf | Takt                                             |
| ----- | --- | ------------------------------------------------ |
| RB90  | Westerwald-Sieg-Bahn: (Kreuztal – Siegen-Geisweid – Siegen-Weidenau –)* Siegen Hbf – Eiserfeld (Sieg) – Niederschelden Nord – Niederschelden – Mudersbach – Brachbach – Freusburg Siedlung – Kirchen – Betzdorf (Sieg) – Scheuerfeld (Sieg) – Niederhövels – Wissen (Sieg) – Etzbach – Au (Sieg) – Geilhausen – Hohegrete – Breitscheidt (Kr Altenkirchen Ww) – Kloster Marienthal (wochentags zweistdl.) – Obererbach – Altenkirchen (Westerwald) – Ingelbach – Hattert – Hachenburg – Unnau-Korb – Nistertal-Bad Marienberg (– Büdingen (Westerw) – Enspel – Rotenhain) (zweistündlich) – Langenhahn – Westerburg – Willmenrod – Berzhahn – Wilsenroth – Frickhofen – Niederzeuzheim – Hadamar – Niederhadamar – Elz (Kr Limburg/Lahn) – Staffel – Diez Ost – Limburg (Lahn) * einzelne Züge an Werktagen Stand: Fahrplanwechsel Dezember 2024 | 60 min zus. Verstärkerzüge Betzdorf–Altenkirchen |